# Jorge Pimentel Cintra
Jorge Pimentel Cintra é professor doutor da Escola Politécnica de São Paulo, presidente do Instituto Histórico e Geográfico de São Paulo e atualmente docente titular no Museu Paulista, atuando principalmente na Curadoria das Coleções Cartográficas. Suas pesquisas incluem temas da Cartografia, Topografia, Fotogrametria e Cartografia Histórica. É reconhecido pela correção da visão histórica do traçado das Capitanias Hereditárias. É, também, autor de diversos livros sobre a relação entre Religião e Ciência.

## Formação
- Engenharia civil, Escola Politécnica da USP (1974)
- Mestrado em Engenharia civil, Escola Politécnica da USP (1981)
- Doutorado em Engenharia civil, Escola Politécnica da USP (1985)

## Publicações
- Anais da Convenção USP em História da Ciência e Tecnologia. 1. ed. São Paulo: Escola Politécnica da USP, 2005. v. 1. 205p .
- São Paulo vista do alto: 75 anos de aerofotogrametria. 1. ed. São Paulo: Érica, 2004. v. 1. 96p .
- Topografia básica: notas de aula, 1999.
- Galileu (2a. ed.). 2. ed. São Paulo: Quadrante, 1995. v. 1. 53p .
- Ciência e milagres. 1. ed. São Paulo: Quadrante, 1994. v. 1. 71p .
- Deus e os cientistas. 1. ed. São Paulo: Quadrante, 1990. v. 1. 63p .
- Evolucionismo, mito e realidade. 1. ed. São Paulo: Quadrante, 1988. v. 1. 56p .
- Galileu. 1. ed. São Paulo: Quadrante, 1987. v. 1. 47p .
- As confissões (Santo Agostinho, versão). 1. ed. São Paulo: Quadrante, 1985. v. 1. 219p .